# Порембский, Тадеуш
Тадеуш Казимеж Порембский (пол. Tadeusz Kazimierz Porębski; 16 апреля 1931, Бельско-Бяла — 17 июля 2001, Варшава) — польский политический деятель. В 1970-х – ректор Вроцлавского политехнического университета. В 1980-х – член политбюро и секретарь ЦК ПОРП. Партийный куратор системы образования. В 1988–1989 – вице-председатель сейма. Профессор механики, доктор технических наук.
```
ПОРП.
```

## Биография
Окончил государственную среднюю школу имени маршала Пилсудского в Бельско-Бяле. В 1951–1956 учился на машиностроительном факультете Вроцлавского политехнического университета, получил звание инженера-механика. C 1950 член ПОРП. В 1961 получил степень доктора технических наук. В 1955–1967 годах был первым секретарём университетского комитета ПОРП. По должности возглавлял  университетскую дисциплинарную комиссию, разбиравшую дела студентов, участвовавших в акциях протеста марта 1968. Типичным наказанием было исключение учащегося из вуза и призыв в армию.

Ректор не бросал слов на ветер. Сразу начала действовать специально созданная по согласованию с министерством образования дисциплинарная комиссия, выпускавшая свои вердикты (на основе материалов, предоставленных СБ, и свидетельств, полученных при допросах демонстрантов). О намерениях комиссии секретарь университетского комитета ПОРП информировал СБ.

В 1965 году стал доцентом, в 1969 году получил звание профессора. Специализировался в области механики твёрдого тела, углублённо изучал сферу усталости материалов. Заведовал профильной кафедрой университета, возглавлял Центральную лабораторию сопротивления материалов. C 1968 – проректор, в 1969–1980 – ректор Вроцлавского политехнического университета.
```
и== В руководстве партии ==
```

В 1980–1983 – секретарь Вроцлавского комитета ПОРП. В 1968–1971 – кандидат, в 1971–1989 – член ЦК ПОРП, в 1980–1989 – депутат сейма ПНР (в 1985–1989 – глава фракции ПОРП). В 1981, на фоне острого кризиса, противоборства ПОРП с «Солидарностью» и военного положения, стал членом политбюро и секретарём ЦК ПОРП, тем самым войдя в высшее партийное руководство. В 1981–1986 годах был председателем редакционного совета теоретического и политического органа ЦК ПОРП «Nowe Drogi». С июля 1986 по февраль 1989 курировал систему образования ПНР.
В политике занимал достаточно жёсткие ортодоксальные позиции. Выступал за усиление идеологического контроля и репрессий против оппозиции. В первый период «Солидарности» и при военном положении участвовал в попытках подавления антикоммунистического движения во Вроцлаве. В 1980–1981 до трети вроцлавских членов ПОРП сдали партбилеты. В 1982–1983 этот научно-промышленный центр страны стал оплотом радикальной «Борющейся Солидарности».

## Отставка
К концу 1988 под давлением массовых протестов руководство страны и, прежде всего,  В. Ярузельский и Ч. Кищак взяли курс на соглашение с «Солидарностью». При этом были произведены серьёзные кадровые перемены в руководстве ПОРП. 21 декабря представители «партийного бетона», включая Тадеуша Порембского, Збигнева Месснера и Юзефа Барылу, были выведены из состава политбюро (из состава секретариата ЦК Порембский был выведен в июне 1988). В 1988–1989 – вице-маршал сейма ПНР.
В 1989 был направлен послом в СФРЮ, но уже в 1990 отозван правительством Т. Мазовецкого. С 1994 работал в Центральном институте охраны труда, от политики дистанцировался.
Скончался в возрасте 70 лет, похоронен на кладбище Воинские Повонзки. В траурной церемонии участвовали официальные представители канцелярии тогдашнего президента Польши А. Квасьневского и факультета машиностроения Вроцлавского политехнического университета.